# Yes (canção de Fat Joe, Cardi B e Anuel AA)
"Yes" é uma música dos rappers americanos Fat Joe, Cardi B e rapper porto-riquenho Anuel AA. A música foi lançada em 6 de setembro de 2019, como o segundo single do álbum colaborativo de Fat Joe e Dre da dupla Cool & Dre, Family Ties (2019).

## Antecedentes e composição
Sobre a criação de "Yes", Fat Joe disse que "este é especial, você sabe o que estou dizendo? Puff Daddy me contou e Cool, de volta ao dia em que todo álbum de sucesso tem uma história, e olha ... vamos colocar da seguinte maneira: Este foi um mês em preparação, mas valeu a pena a espera ... Eu acho que vocês vão realmente adorar isso".
"Yes" é uma música bilíngue de hip hop, com o verso de Anuel AA sendo inteiramente em espanhol. Cardi B renomeia-se como "La Caldi" na música.
"Yes" usa uma amostra da música de sucesso de 1972 "Aguanilé", dos músicos de salsa Héctor Lavoe e Willie Colón, ao longo da música.

## Desempenho nas tabelas musicais
| Tabela musical (2019)                           | Melhor posição |
| ----------------------------------------------- | -------------- |
| Estados Unidos (Bubbling Under Hot 100 Singles) | 15             |
| Estados Unidos (Rhythmic Top 40)                | 23             |